# تايسا فارميجا
تايسا فارميجا (بالإنجليزية: Taissa Farmiga)‏ (17 أغسطس 1994) ممثلة أمريكية.

## عن حياتها
هي الأصغر بين أشقائها وشقيقاتها الستّة، وهي شقيقة الممثلة الأوكرانية الأميركية فيرا فارميغا التي لعبت دوراً إلى جانب جورج كلوني في فيلم Up in the Air. بعكس شقيقتها، لم ترغب تايسا بأن تصبح ممثلة، إلا أن فيرا أقنعتها بتجربة التمثيل في الفيلم الذي أخرجته وهو Higher Ground. اختارت فيرا شقيقتها لتلعب دور البطولة التي بلغت آنذاك الخامسة عشر من عمرها. عرض الفيلم في مهرجان Sundance Film Festival، وبعد هذا الفيلم بدأت تايسا بلعب أدوار مختلفة أهمّها في المسلسل التلفزيوني American Horror Story

## أعمالها
- فيلم 6 سنوات
- فيلم (Anna)Mindscape
- فيلم At Middleton
- فيلم The Bling Ring
- فيلم 3 American Horror Story
- فيلم Higher Ground
- فيلم الراهبة (فيلم 2018)
- الفتيات الأخيرات

## روابط خارجية
- تايسا فارميجا على موقع IMDb (الإنجليزية)
- تايسا فارميجا على موقع ميتاكريتيك (الإنجليزية)
- تايسا فارميجا على موقع روتن توميتوز (الإنجليزية)
- تايسا فارميجا على موقع قاعدة بيانات الأفلام العربية
- تايسا فارميجا على موقع ألو سيني (الفرنسية)
- تايسا فارميجا على موقع أول موفي (الإنجليزية)
- تايسا فارميجا على موقع قاعدة بيانات الأفلام السويدية (السويدية)
- تايسا فارميجا على موقع قاعدة بيانات الفيلم (الإنجليزية)
- تايسا فارميجا على موقع كينوبويسك (الروسية)